# Engelstrupstenen
Engelstrupstenen er en sten med helleristninger fra bronzealderen, der er fundet omkring 5 km øst for Asnæs i Odsherred på Sjælland i 1800-tallet.
Stenen blev fundet i et stengærde. Den er udsmykket med et stort og et mindre skib, samt et dyr og fire menneskelige figurer. Besætningen på skibene er afbildet som streger. Desuden er der to længere streger med en rund prik for enden, som er blevet tolket som to lurer.
Stenen er udstillet på Nationalmuseet i København.